# Студеница (Тверская область)
Студеница (Студеницы, Студенец)  — деревня в Андреапольском районе Тверской области. Входит в Торопацкое сельское поселение.

## География
Расположена примерно в 11 верстах к востоку от села Торопаца у истока ручья Студеница.

## История
В конце XIX - начале XX века деревня входила в Холмский уезд Псковской губернии..

## Население
| 2002 | 2010 |
| ---- | ---- |
| 87   | ↗92  |